# Diecéze auguruská
Diecéze auguruská (latinsky Dioecesis Auguritensis) je titulární diecéze římskokatolické církve.

## Historie
Augurus, který se nacházel na místech rozvalin Sidi-Tahar a Sidi-Embarec v dnešním Alžírsku, bylo starobylé biskupské sídlo v římské provincii Numidie.
Svatý Augustin v díle O Boží obci hovoří o „Audurus nomen est fundi, ubi est ecclesia et in ea memoria martyris Stephani“.
Známe dva biskupy této diecéze. Montanus episcopus Ecclesiae catholicae Auguritanae který se zúčastnil roku 411 synodu katolických biskupů a donatistů v Kartágu a který prohlásil že nemá ve své diecézi žádné donatisty. Posledním biskupem je Leporius Augurensis, zúčastněný roku 484 synodu vandalského krále Hunericha v Kartágu.
Dnes je využíváno jako titulární biskupské sídlo; současným titulárním biskupem je José Francisco Falcão de Barros, pomocný biskup Vojenského ordinariátu v Brazílii.

## Seznam biskupů
- Montanus (zmíněn roku 411)
- Leporius (zmíněn roku 484)

## Seznam titulárních biskupů
- 1961 - 1966 Michel-Maurice-Augustin-Marie Darmancier, S.M.
- 1966 - 1988 Victor-Julien-André Gouet
- 1988 - 1991 Gilles Lussier
- 1992 - 1994 Simon Akwali Okafor
- 1995 - 2004 Edwin Michael Conway
- 2005 - 2010 Giancarlo Petrini
- od 2011 José Francisco Falcão de Barros